# Řád Kutuzova
Řád Kutuzova (rusky: Орден Кутузова) je sovětské vyznamenání založené na počátku Velké vlastenecké války. Byl zřízen rozhodnutím Nejvyššího sovětu SSSR 29. července 1942 spolu s Řádem Alexandra Něvského a Řádem Suvorova k ocenění velitelského sboru Rudé armády za význačné zásluhy při vedení vojsk. Byl udělován i vojenským útvarům.